# Gare de Vierzon-Ville
Ne doit pas être confondu avec Gare de Vierzon-Forges.
La gare de Vierzon-Ville est une gare ferroviaire française de bifurcation de la ligne des Aubrais - Orléans à Montauban-Ville-Bourbon, située sur le territoire de la commune de Vierzon, dans le département du Cher, en région Centre-Val de Loire.
C'est une gare de la Société nationale des chemins de fer français (SNCF), desservie par des trains des réseaux Intercités et TER Centre-Val de Loire.

## Situation ferroviaire

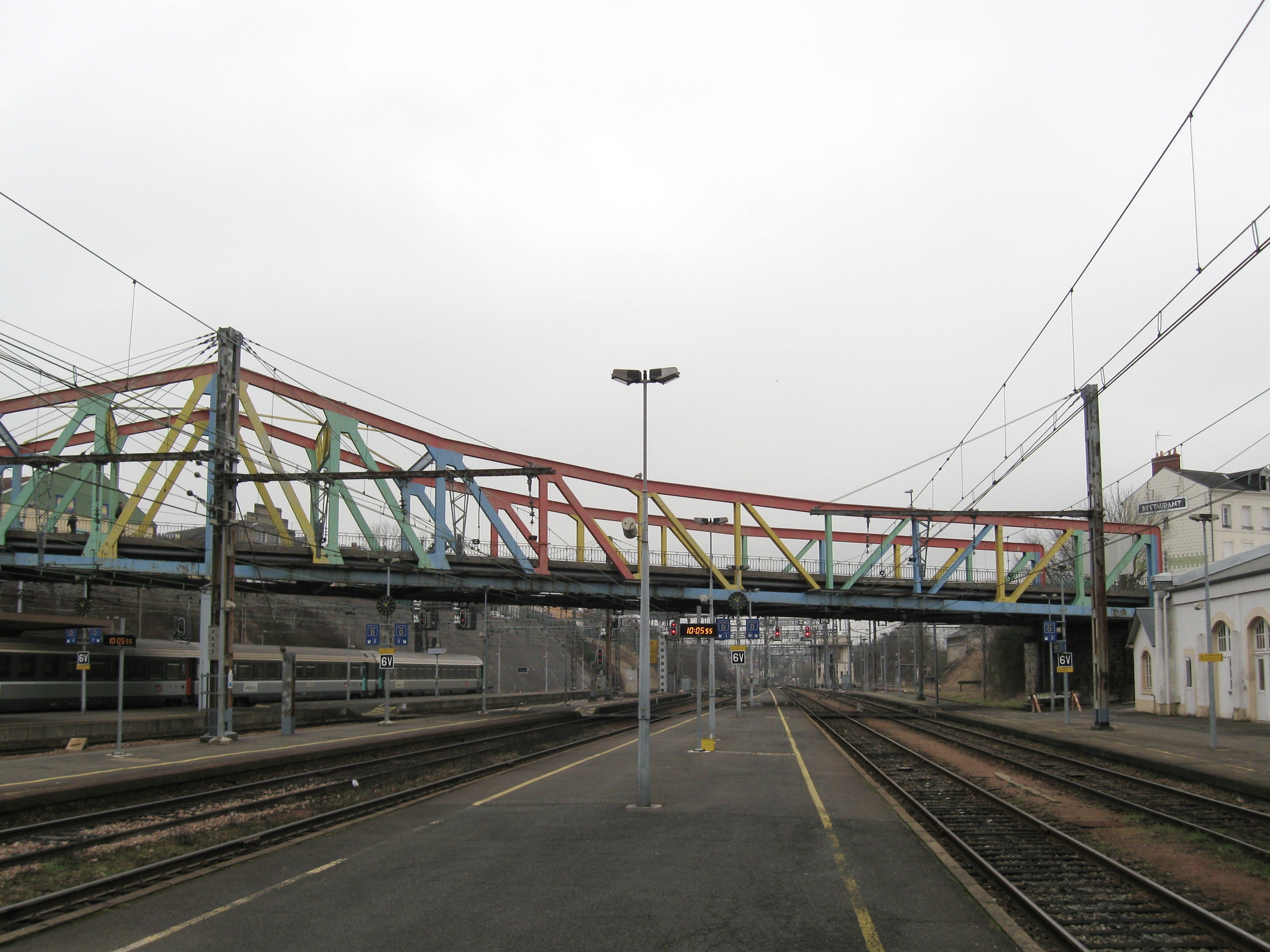
Vue en direction de Bourges et Limoges.

Établie à 122 mètres d'altitude, la gare de Vierzon-Ville est située au point kilométrique (PK) 201,148 de la ligne des Aubrais - Orléans à Montauban-Ville-Bourbon, entre les gares de Theillay et de Vierzon-Forges.
Gare de bifurcation, elle est également l'origine de deux lignes dont la ligne de Vierzon à Saint-Pierre-des-Corps. Sur cette ligne, la première gare ouverte après Vierzon-Ville est celle de Mennetou-sur-Cher dont elle est séparée par les gares aujourd'hui fermées de Thénioux et de Châtres-sur-Cher. L'autre ligne ayant pour origine la gare de Vierzon-Ville est la ligne de Vierzon à Saincaize qui est commune à celle de la ligne des Aubrais - Orléans à Montauban-Ville-Bourbon jusqu'à la gare de Vierzon-Forges.

## Histoire

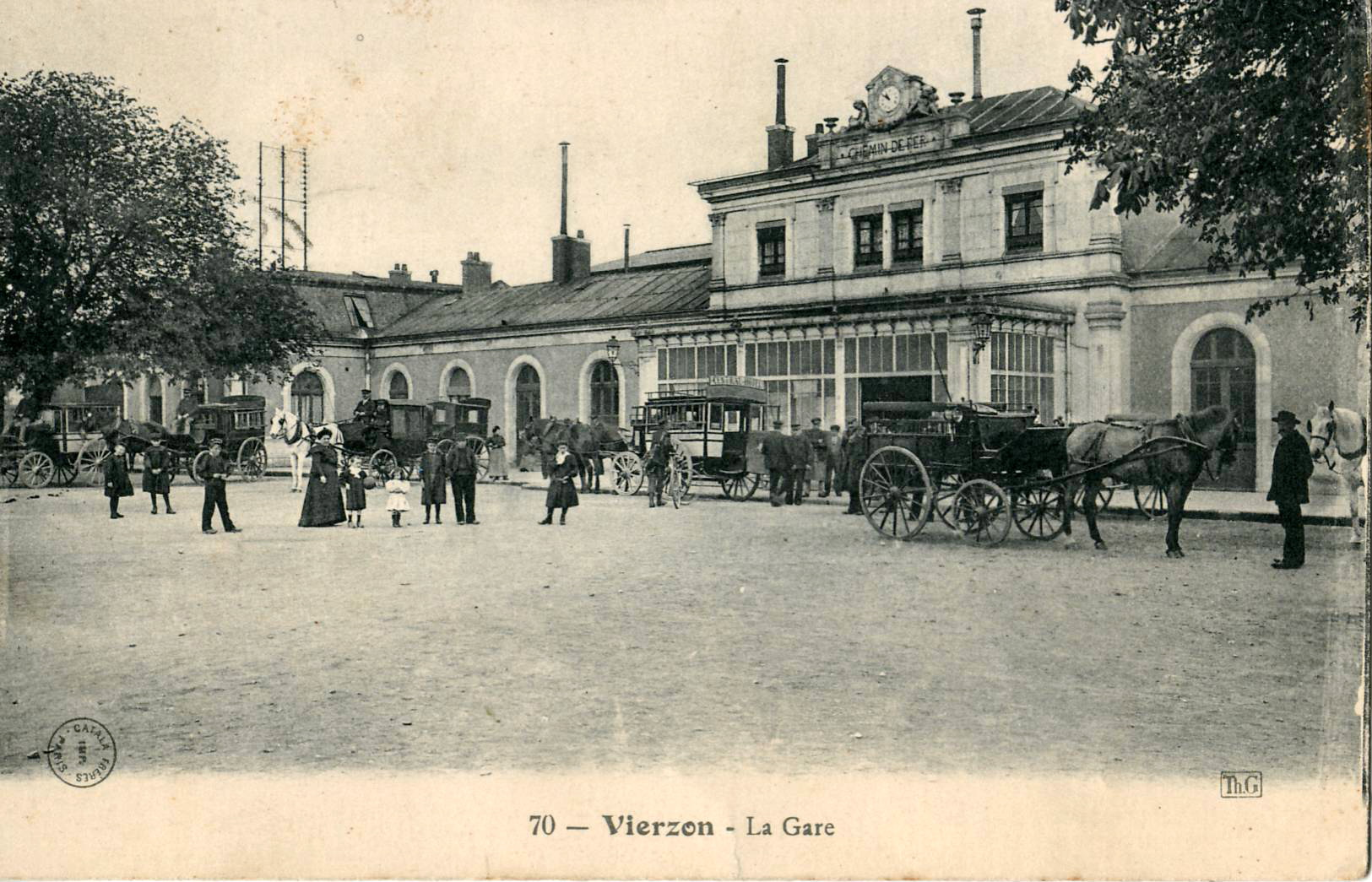
La gare, vers 1917.

En 1847 le prolongement vers le sud de la voie ferrée de Paris à Orléans permet l'arrivée du chemin de fer à Vierzon. La même année la voie est ouverte vers Châteauroux et en 1848 est ouvert un embranchement de Vierzon à Bourges.
Au début des années 1930 la gare, de la Compagnie du Chemin de fer de Paris à Orléans (PO), se caractérise, par d'importantes installations comprenant de nombreuses voies de garages et de triages, des dépôts de machines, des quais et halls de marchandises. Cette ampleur étant origine et conséquence de l'important développement industriel de la ville.
En 2017, selon les estimations de la SNCF, la fréquentation annuelle de la gare était de 707 816 voyageurs, après un chiffre de 696 809 voyageurs en 2016.
La gare a été desservie par TGV Brive-la-Gaillarde - Lille entre 2007 et 2016.

## Fréquentation
De 2015 à 2023, selon les estimations de la SNCF, la fréquentation annuelle de la gare s'élève aux nombres indiqués dans le tableau ci-dessous.
| Année                     | 2015      | 2016      | 2017      | 2018    | 2019      | 2020    | 2021      | 2022      | 2023      |
| ------------------------- | --------- | --------- | --------- | ------- | --------- | ------- | --------- | --------- | --------- |
| Voyageurs                 | 885 793   | 856 521   | 865 479   | 794 124 | 871 397   | 583 117 | 816 219   | 1 119 849 | 1 300 450 |
| Voyageurs + non voyageurs | 1 107 242 | 1 070 652 | 1 081 849 | 992 655 | 1 089 246 | 728 896 | 1 020 274 | 1 399 811 | 1 625 562 |

## Service des voyageurs

### Accueil
Gare SNCF, elle dispose d'un bâtiment voyageurs avec guichet et de distributeurs automatiques de titres de transport régionaux.
Elle est équipée de cinq quais parallèles desservant dix voies. Les cinq quais possèdent des abris voyageurs. L'accès aux quais se fait par un passage souterrain.

### Desserte
La gare est desservie par les relations commerciales suivantes :
- Intercités : Lyon - Nantes, mais également par une partie des trains reliant Paris-Austerlitz à Brive-la-Gaillarde, Cahors ou Toulouse ;
- TER Centre-Val de Loire : Paris-Austerlitz - Bourges / Nevers ; Tours - Lyon (via Paray-le-Monial), conventionné TER Bourgogne-Franche-Comté et TER Auvergne-Rhône-Alpes au-delà de Nevers ; Tours - Nevers ; Orléans - Vierzon - Châteauroux - La Souterraine (parfois prolongés jusqu'à Limoges-Bénédictins par TER Nouvelle-Aquitaine) ;
- TER Auvergne-Rhône-Alpes : Vierzon - Montluçon.

### Intermodalité
- Autocar régional : ligne U du réseau Rémi pour Issoudun ; ligne TER pour Romorantin-Lanthenay via Villefranche-sur-Cher
- Autocar départemental : ligne 185 et 235 du réseau Rémi pour les destinations de Bourges et Vatan
- Transport urbain : ligne 1 du réseau Le Vib
- Transport individuel : un parking pour les véhicules et les vélos y est aménagé[6].

## Service des marchandises
Cette gare est ouverte au trafic du fret.

## Galerie de photographies

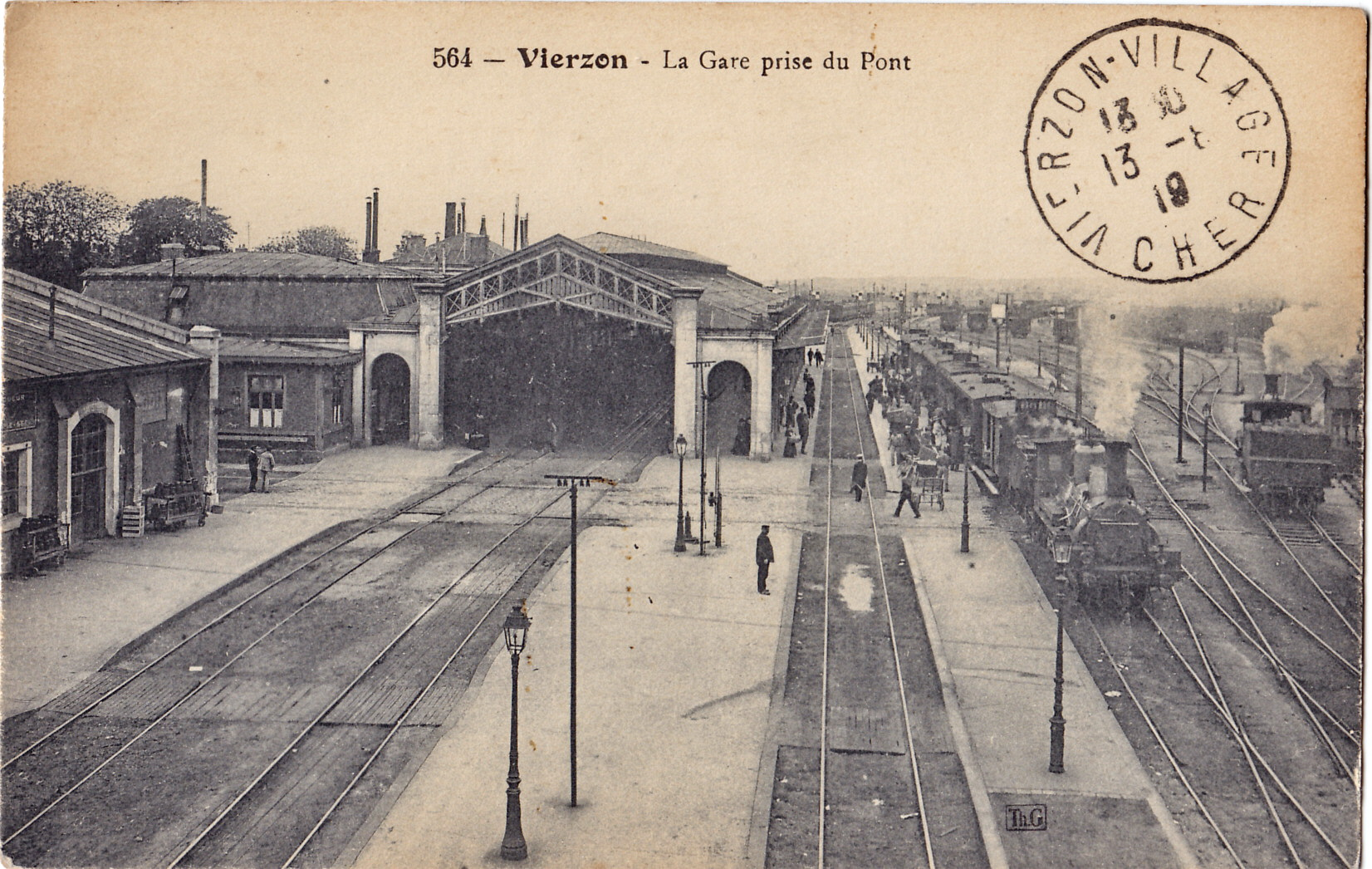
L'intérieur de la gare, dans les années 1910.
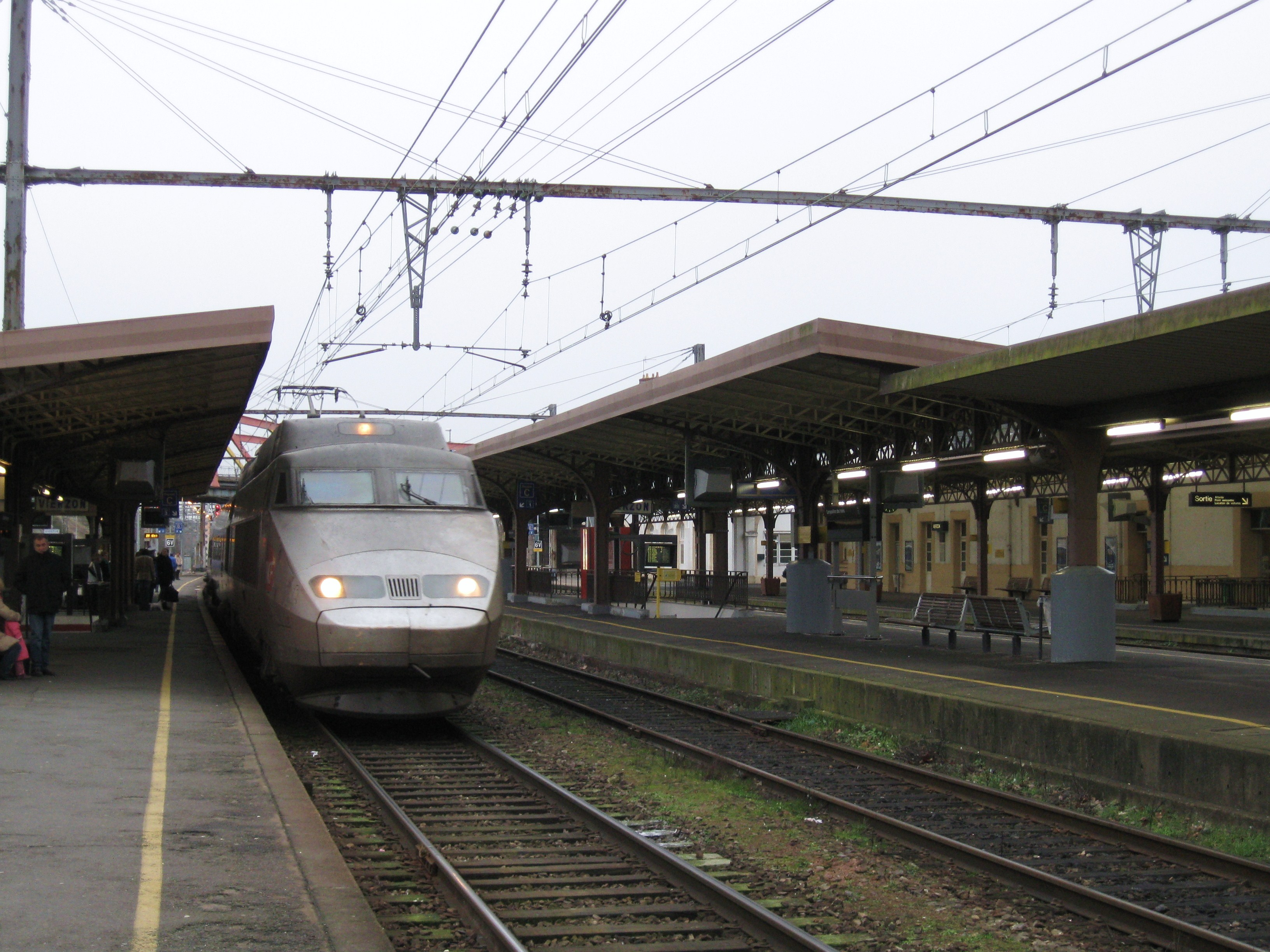
Arrivée du TGV Brive-la-Gaillarde - Lille.
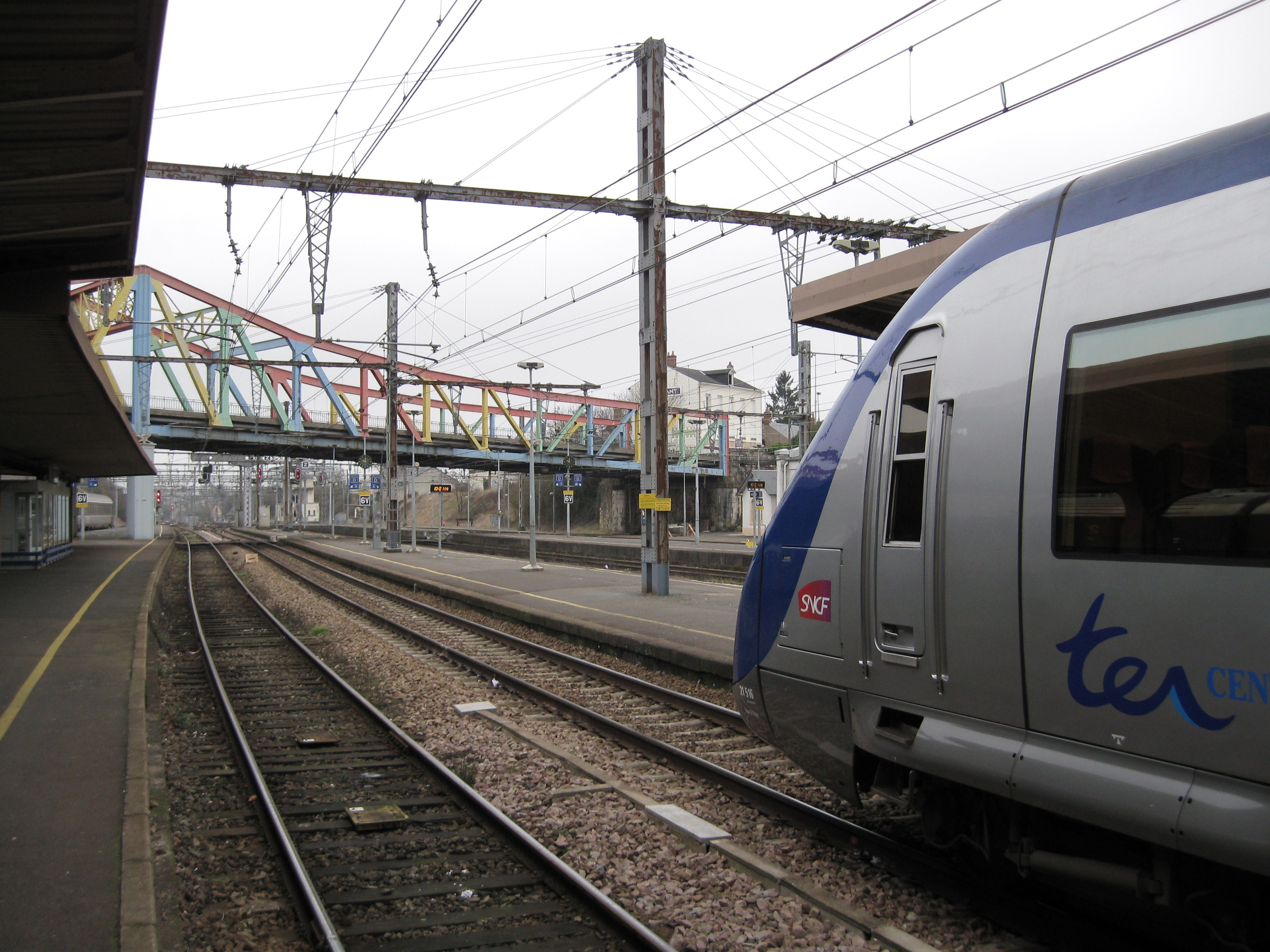
L'automotrice Z 21516 à quai.
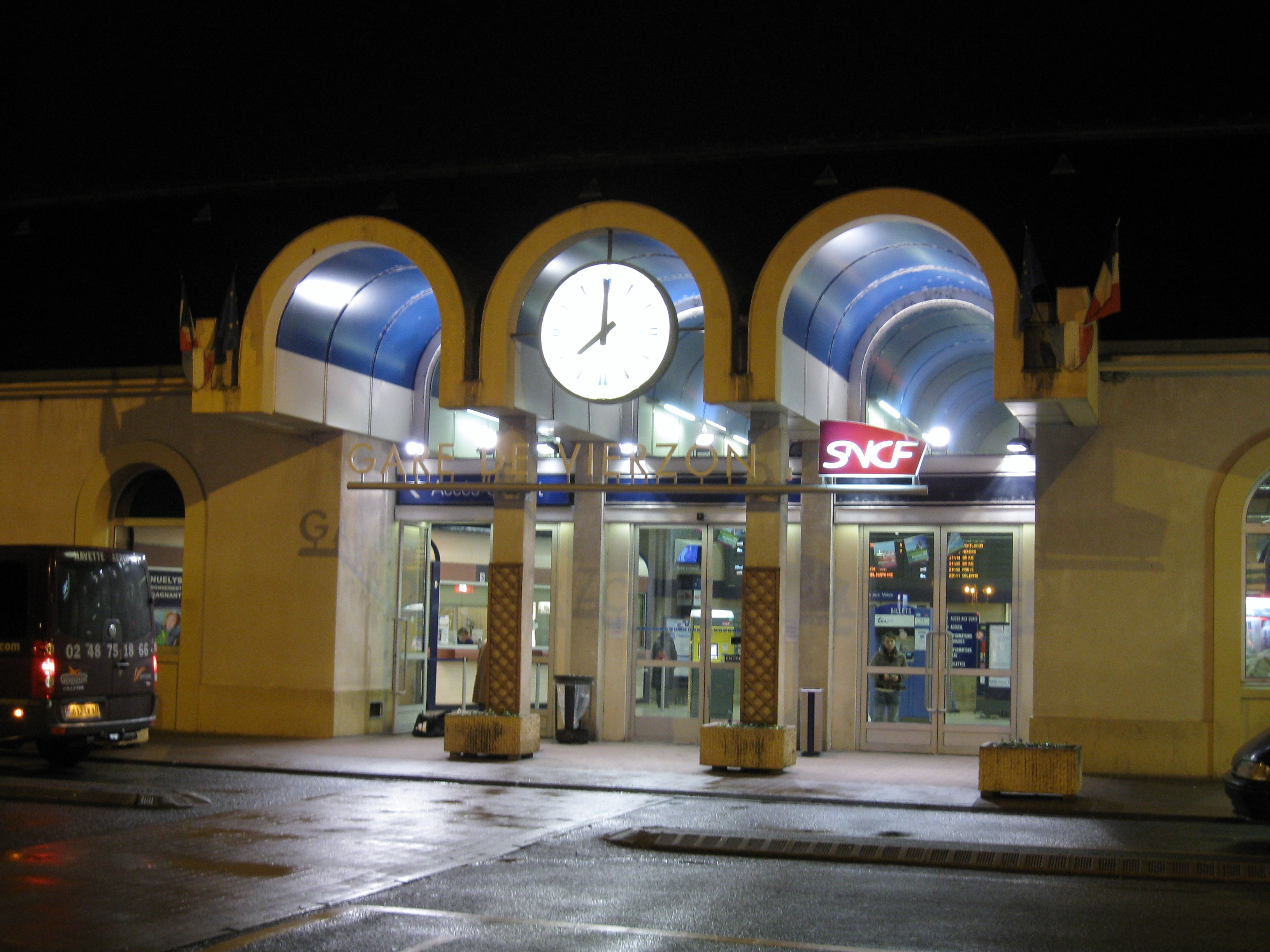
Vue de nuit du bâtiment voyageurs.
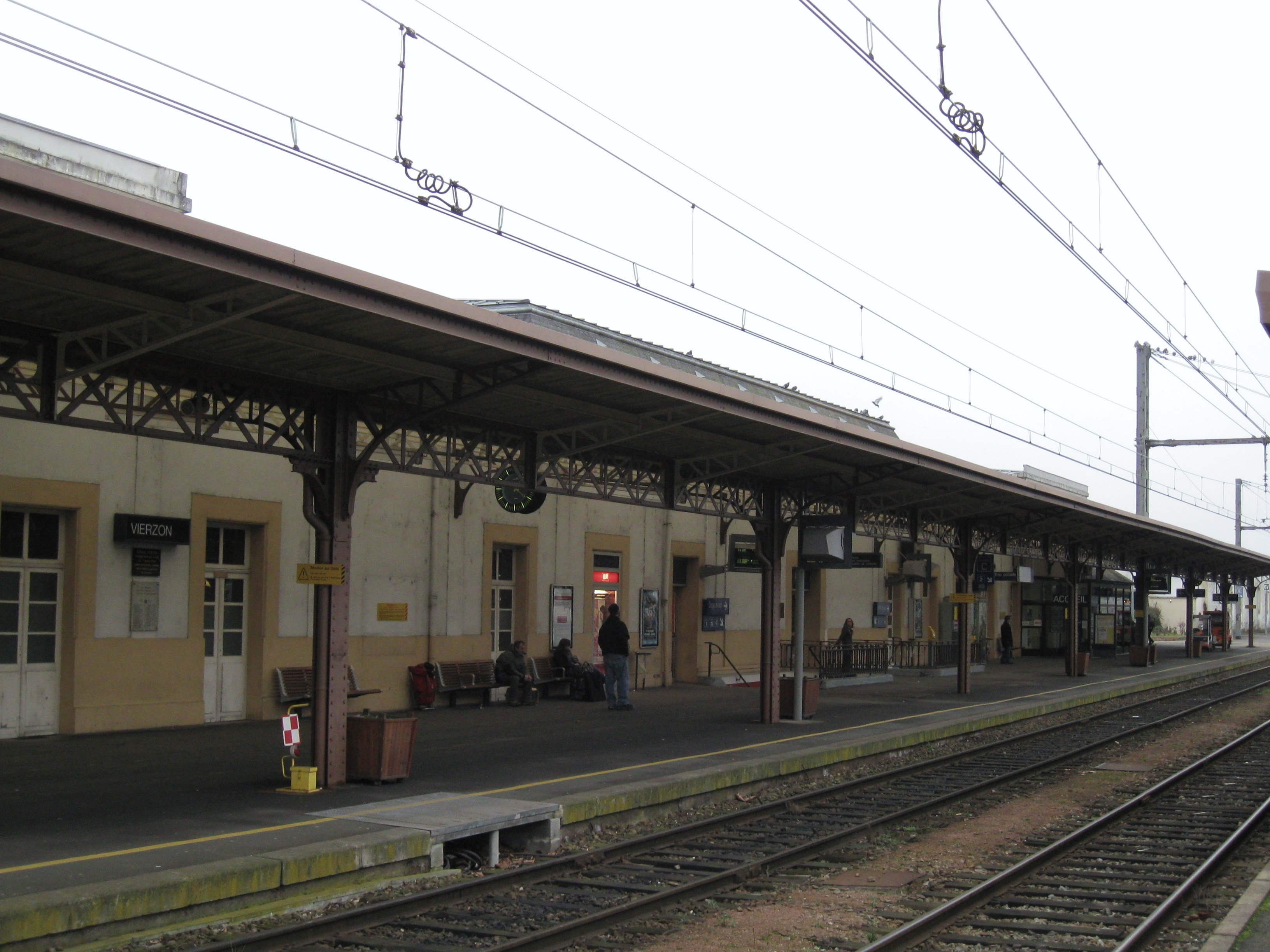
Le quai latéral.